# European Fantastic Film Festivals Federation
L’European Fantastic Film Festivals Federation (ou Fédération des festivals européens de film fantastique) est une organisation regroupant plusieurs festivals européens. Son siège est situé en Belgique, à Bruxelles.

## Festivals membres
La fédération représente vingt festivals, répartis dans quinze pays.

### Membres affiliés
Neuf festivals sont affiliés à l'EFFFF (par ordre chronologique) :
- Festival du film fantastique d'Amsterdam ( Pays-Bas)
- Festival international du film fantastique de Bruxelles ( Belgique)
- Festival international du film fantastique de Neuchâtel ( Suisse)
- Festival international du film Espoo Ciné ( Finlande)
- Festival européen du film fantastique de Strasbourg ( France)
- Festival international du film fantastique de Lund ( Suède)
- Festival international du film de Catalogne de Sitges ( Espagne)
- Festival Scienceplusfiction de Trieste ( Italie)
- Festival international du film de Leeds ( Royaume-Uni)

### Membres adhérents
Sept festivals sont membres adhérents à l'EFFFF :
- Grossmann Fantastic Film & Wine Festival de Ljutomer ( Slovénie)
- FILM4 FrightFest de Londres ( Royaume-Uni)
- MOTELx - Lisbon International Horror Film Festival ( Portugal)
- Razor Reel Fantastic Film Festival de Bruges ( Belgique)
- Semana de cine fantástico y de terror de San Sebastian ( Espagne)
- Utopiales - Festival international de science-fiction de Nantes ( France)
- Abertoir Horror Festival d'Aberystwyth ( Royaume-Uni)
- FanCine Malaga - Festival de Cine Fantástico ( Espagne)
- Festival Court Métrange de Rennes ( France)

### Membres associés
Quatre festivals non-européens sont associés à l'EFFFF :
- Festival FanTasia de Montréal ( Canada)
- Festival international du film fantastique de Puchon ( Corée du Sud)
- Fantastic Fest d'Austin ( États-Unis)
- Screamfest Horror Film Festival de Los Angeles ( États-Unis)

## Prix décernés

### Longs métrages
Chacun des neuf festivals adhérents à l'European Fantastic Film Festivals Federation décerne chaque année un Méliès d'argent à l'un des films en compétition. L'attribution d'un Méliès d'argent entraîne automatiquement sa nomination pour le Méliès d'or. Celui-ci est remis annuellement, et à tour de rôle dans chacun des festivals adhérents.
Les festivals adhérents et associés ne participent pas à l'organisation de la compétition.

### Courts métrages
Chacun des festivals adhérents et des festivals associés à l'European Fantastic Film Festivals Federation décerne chaque année un Méliès d'argent à l'un des court métrage en compétition. L'attribution d'un Méliès d'argent entraîne automatiquement sa nomination pour le Méliès d'or du meilleur court métrage. Celui-ci est remis annuellement, et à tour de rôle dans chacun des festivals adhérents.
Les festivals associés à l'EFFFF ne participent pas à l'organisation de la compétition.

## Méliès d'or
La récompense officielle de la fédération sont les Méliès d'or, décernées depuis 1996.